# Johanna Sällström
Johanna Maria Ellinor Sällström (Stockholm, 30 december 1974 – Malmö, 13 februari 2007) was een Zweeds actrice.
Ze werd internationaal vooral bekend door haar rol, in 2005/2006, als Linda Wallander in de politieserie Wallander, naar de boeken van Henning Mankell. Voordien was ze in 1997 reeds doorgebroken met haar rol in de film Under ytan, waarvoor ze een Guldbagge ("Gouden kever"), een Zweedse filmprijs, won. De actrice ontsnapte in 2004 nog ternauwernood aan de tsunami in Thailand.
Ze werd op 13 februari 2007 rond 23.00 uur dood aangetroffen in haar woning in Malmö. De doodsoorzaak was zelfmoord.
- Bibsys: 5064824
- Biblioteca Nacional de España: XX4996659
- Bibliothèque nationale de France: cb14526607h (data)
- Gemeinsame Normdatei: 1061942139
- International Standard Name Identifier: 0000 0001 2095 5435
- Library of Congress Control Number: no2011018717
- Virtual International Authority File: 7623229
- WorldCat: E39PBJrgGpw6fCKWgwHDQQvCQq